# Castrismo
Castrismo ou Fidelismo é o termo criado para designar o governo, as ações, políticas, ideologias e posições de Fidel Castro durante seu mandato no poder de Cuba (1959-2008) e, também, nos anos que precederam a Revolução Cubana. Não se sabe ao certo quando esse termo surge pela primeira vez, mas "castrismo" tornou-se uma expressão recorrente nos textos de ciência política, história e sociologia que abordassem as particularidades cubanas no século XX, constando até mesmo em alguns dicionários, uma vez que as ideias de Castro continuam a ser discutidas em diferentes áreas do conhecimento e a derivação de seu nome tornou-se recorrente no uso popular. A origem do vocábulo vem do sobrenome de Fidel Castro e a adição do sufixo ismo, que frequentemente indica opinião ou posicionamento em relação a algum tema específico, seja ele político, econômico, religioso ou filosófico. 
"Sob Castro, Cuba tornou-se um país comunista em que o nacionalismo era mais importante do que o socialismo, onde a lenda de Martí mostrou-se mais influente que a filosofia de Marx. A habilidade de Castro, e uma das chaves da sua longevidade política, está em manter os temas gêmeos do socialismo e do nacionalismo permanentemente em movimento. Ele devolveu ao povo cubano a sua história, capacitando-o a ver o nome de sua ilha firmemente gravado na história global do século XX."
O Castrismo se diferencia de outras tendências comunistas justamente por inicialmente não ter afiliação com a URSS e se valer de todo o imaginário local cubano para respaldar sua Revolução, só se declarando abertamente comunista em 1961, dois anos após a Revolução em si.

## Fidel Castro

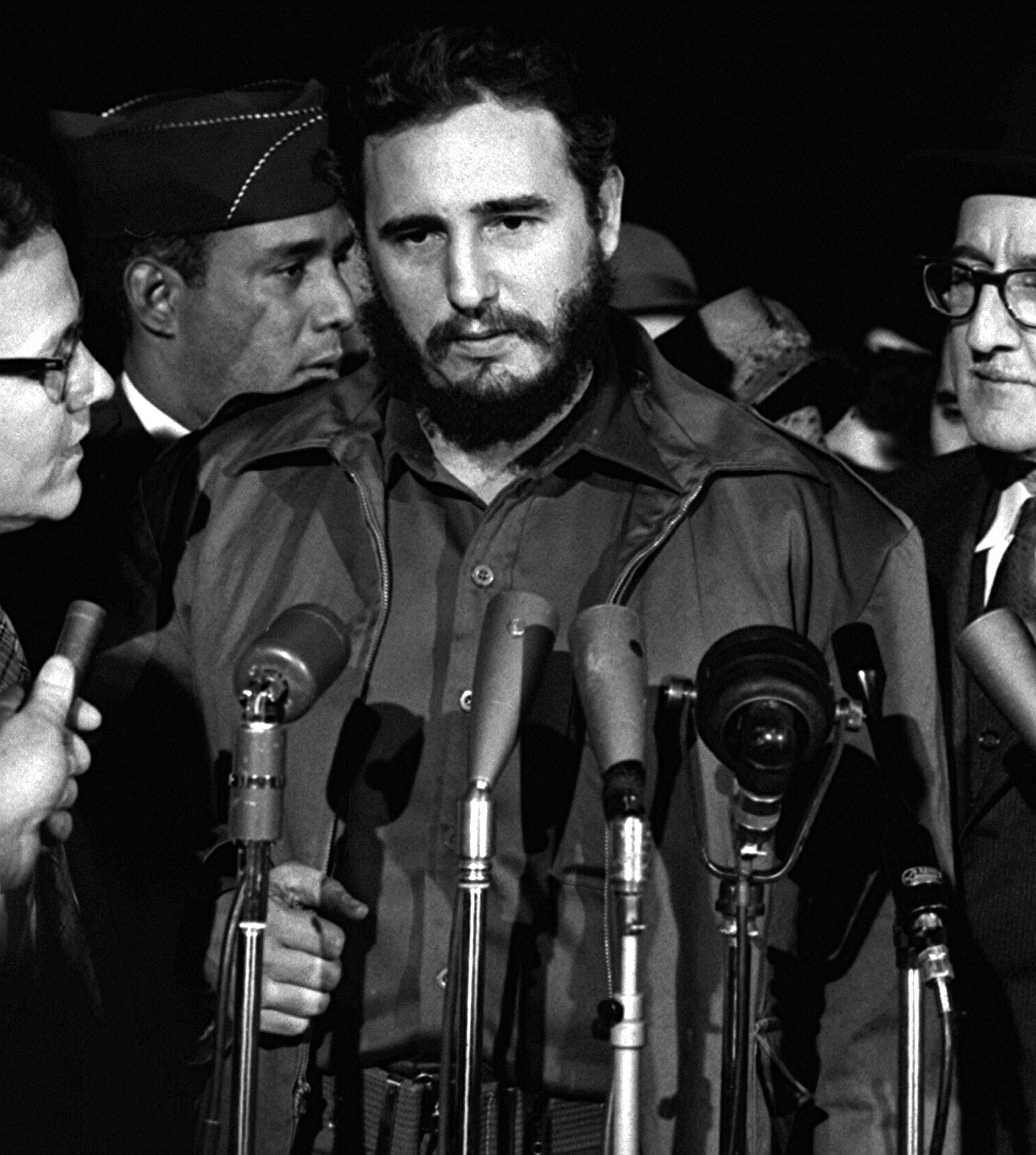
Fidel Castro em Washington (15 de Abril de 1959).

Fidel Alejandro Castro Ruz nasceu no dia 13 de agosto de 1926, no povoado de Birán, antiga província cubana no Oriente. Filho de um imigrante galego, que chegou a Cuba como soldado de reposição final para as guerras de independência, e de uma empregada rural. Estudou em dois internatos jesuítas - o primeiro em Santiago de Cuba, o segundo em Havana - nos quais se destacou por ser um aluno exemplar. Em 1945, ingressou na faculdade de Direito na Universidade de Havana, onde iniciou sua trajetória no movimento estudantil e seu contato com a política. Em 1947 participou das tentativas de derrubada do ditador dominicano Rafael Trujillo e, em 1948, participou da revolta Bogotazo, fruto do assassinato do líder liberal colombiano Jorge Eliezer Gaitán.
Se graduou como advogado no ano de 1950 e ingressou nas fileiras do Partido Ortodoxo, que o indicou como candidato ao Congresso para as eleições de 1952. Entretanto, no dia 10 de março desse mesmo ano, houve o golpe de Estado encabeçado por Fulgencio Batista, ponto crucial na história de Fidel e de Cuba. Decepcionado com a reação do Partido Ortodoxo para com o golpe, Fidel decide romper suas relações com o partido e planejar uma reação armada que deveria engendrar um levante popular contra o golpe. Esta acabou sendo uma tentativa falha, que resultou no assassinato de 67 dos 135 integrantes do comando revolucionário. Os sobreviventes foram julgados em um processo bombástico e, entre eles, estava Fidel que, além de assumir sua própria defesa na qual proferiu a emblemática frase "A História Me Absolverá", conseguiu imprimir seu programa político e revolucionário.
Fidel foi condenado a quinze anos de prisão, anistiado em 1955 e fugiu para o exílio. No México, onde conheceu Che Guevara, preparou sua primeira ação guerrilheira, que acabou culminando na fuga de Fulgêncio Batista em janeiro de 1959: o desembarque do iate Granma. Passou, então, a contar com extremo apoio popular e, em maio de 1960, reatou as relações políticas com a União Soviética, que haviam sido rompidas por Batista em 1952. Com isso, tornou-se alvo dos Estados Unidos, país que, como tentativa de boicotar o regime, adotou iniciativas como o embargo econômico, por exemplo. Em 1961, esteve à frente das operações militares para derrotar a invasão a baía dos Porcos, financiada e encabeçada pela CIA. Com isso, declarou o caráter socialista do regime cubano. Além dessa ação, Fidel, em seu meio século de governo à frente da ilha, foi protagonista de vários eventos importantes, como a Crise dos Mísseis. Foi por conta da importância história adquirida pelo líder que este foi parte de várias decisões políticas importantes cubanas até o final de sua vida, mesmo enquanto doente e debilitado.

## As conquistas do Castrismo
Os lideres da revolução deram voz às massas desde o início do processo para que as iniciativas não estivessem restritas a decisões que diziam respeito apenas aos anseios da elite. Assim, a mudança cubana não foi decidida sem o consenso popular, e a sociedade teve a comprovação do alcance social do projeto. A reforma agrária, por exemplo, um dos grandes símbolos da Cuba pós-Castro, foi implementada quatro meses após a vitória da revolução e, poucos meses após sua assinatura, a distribuição de terras também se tornou uma realidade. A mobilização camponesa, em conjunto com as decisões do governo revolucionário, deu um fim a oligarquia latifundiária cubana. Em 1963, com uma segunda lei agrária, foi instituída também a redução da extensão das propriedades de terra.
Além da reforma agrária, foram adotadas outras iniciativas visando o avanço da equidade, da justiça social, a eliminação da pobreza e a redução da desigualdade. Nesse sentido, pode-se destacar como uma das muitas vitórias do regime a redução do valor dos aluguéis, a nacionalização do sistema bancário, das indústrias e do comércio - os três últimos processos iniciados em 1959 e concluídos em 1963. Assim, com a socialização de quase toda a economia, foi possível observar uma mudança estrutural muito rápida da sociedade cubana. Os órgãos políticos, que antes eram aparelhados pelos interesses oligárquicos, agora atendiam aos interesses do povo cubano.
Desde 1962 o sistema educacional passou a ser público, laico e gratuito. O mesmo caráter público e gratuito foi definido para o sistema de saúde em 1965. A revolução foi responsável por reduzir os índices de analfabetismo cubano de 30% para menos de 2%, e tornou tanto o sistema de saúde quanto o sistema educacional cubanos referências mundiais. Em 1970, iniciou-se um tratamento contra o vitiligo a partir da placenta humana que se transformou no mais funcional para a doença, possuindo, hoje em dia, eficácia de 86%. Além disso, Cuba foi o primeiro país das Américas a oferecer gratuitamente a cirurgia de redesignação sexual.
Castro ainda, antes de consagrada a Revolução, estabelecia um plano de "cinco leis revolucionárias" que consistiam em:
1. "O retorno do povo ao poder" e o restabelecimento da Constituição de 1940.
2. O direito a terra, de forma que todos que possuíssem terras pequenas ou nenhuma terra receberiam títulos de propriedades e os latifundiários seriam indenizados.
3. A garantia de 30% dos lucros de grandes empresas aos operários que nelas trabalhavam.
4. 55% dos lucros da produção de açúcar aos plantadores e trabalhadores.
5. O confisco dos bens dos que foram culpados de fraude e corrupção nos governos anteriores.[2]

## Oposição

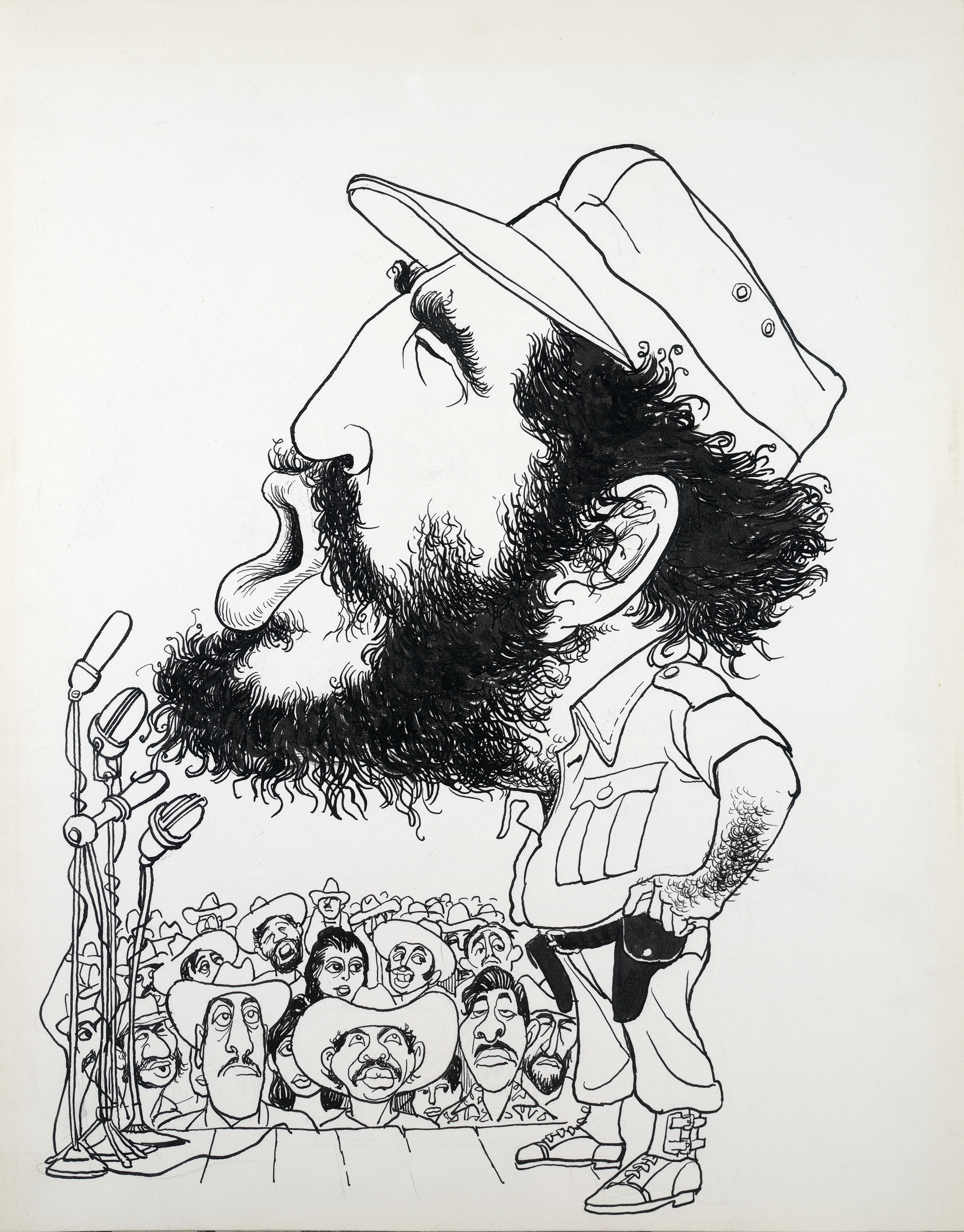
Charge de Edmund S. Valtman (1914-2005), satirzando o estilo da oratória de Fidel Castro.

O Castrismo pode ser visto por muitos como um termo pejorativo para se referir a Revolução Cubana. Esse conceito é mobilizado também por autores liberais, cubanos e não-cubanos, e muitas vezes está associado a um possível declínio da influência de Castro sobre a ilha. As críticas não são poucas: Fidel Castro esteve a frente do governo cubano por cerca de 50 anos, caracterizando claramente um governo autoritário e centralizado (o que não significa que suas taxas de aprovação entre a população eram baixas). Além disso, os detratores do governo revolucionário são encarados como inimigos políticos e tem seus direitos cerceados, costume que já rendeu ao governo cubano uma série de denúncias de organizações de direitos humanos ao redor do mundo. Por fim, denúncias de violação dos direitos humanos de jovens LGBT durante e após a Revolução vem surgindo cada vez mais, encontrando um eco em Mariela Castro, sobrinha de Fidel e ativista LGBT (ver: Socialismo e direitos LGBT) que durante os anos vem desenvolvendo um trabalho de cobrar o governo por suas posições violadoras ao mesmo tempo em que luta para transformar de dentro a sociedade cubana.